# 八戶政榮
八戶政榮（1543年—1610年），是日本戰國時代、安土桃山時代及江戶時代前期的武將。根城南部氏第18代當主，父親是根城南部氏分家的新田行政，弟弟是新田政盛，兒子有八戶直榮跟八戶直政。

## 生涯
三戶南部氏在南部一族中的地位是最高的，因此當三戶南部氏的當家南部晴政與南部晴繼父子死後，為了爭奪三戶南部氏下任家督的地位，整個南部一族都發生動盪，此時八戶政榮選擇支持石川高信之子南部信直。
之後經由北信愛的勸說，放下身段全力輔佐南部信直，成為與北信愛同為南部信直最重要的左右手。1590年，豐臣秀吉要求全國大名參加小田原征伐，深受信直信任的政榮便於信直出征期間負責留守三戶南部氏的本據地三戶城。據聞政榮有患眼疾而失明。